# 基隆港

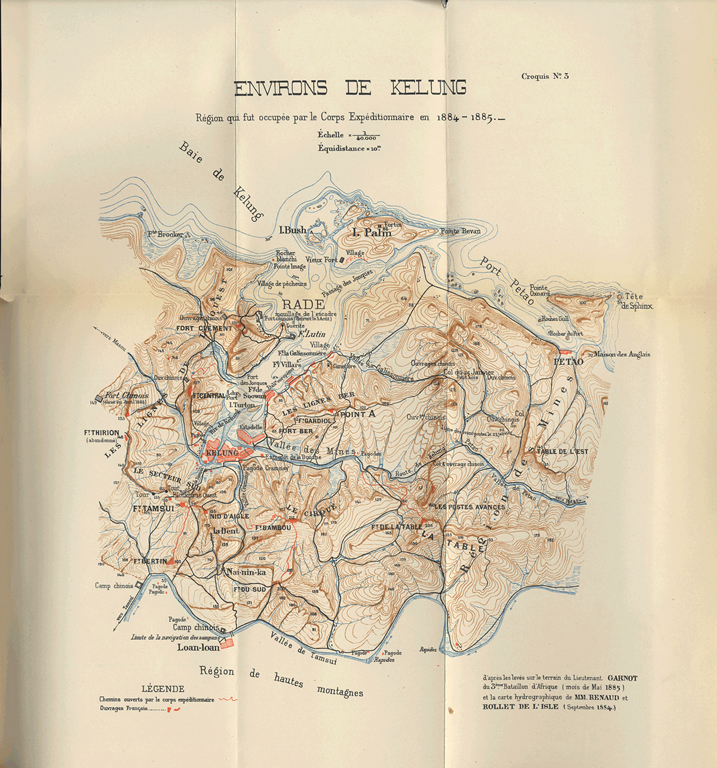
1894年に描かれた基隆港の地図

基隆港（キールンこう）は中華民国基隆市にある台湾第2位、世界第39位（2004年現在)の取扱量を誇る港湾である。台湾北部の天然の良港を基礎に発展し、現在海運の中継港として、台湾国内の内航航路と組み合わせた物流ネットワークを形成している。取扱いは海上コンテナが主であり、混載貨物を補助的に取扱い、国際大型コンテナ船が定期航路を有している。近年観光産業と複合させた発展を計画しており、2001年6月28日、専門機構として「基隆港管理委員会」が正式に設置され、基隆市長（当時の市長は李進勇）が主任委員を兼任した。

## 建港沿革
基隆港は、17世紀に既に外国人の足跡があった。スペイン人が台湾の一部を占領していた頃、基隆港の調査が進められ、部分的に建設も行われた。清朝統治時代後期になると、西洋列強の東方進出に伴って基隆港も次第に発展を遂げる。1886年（光緒12年）、基隆港は正式に貿易港として開放された。当時の台湾巡撫、劉銘伝は基隆港の建港計画を進めていたが、その後劉銘伝が職を離れてしまい実行されなかった。
日本統治時代になると、基隆港の大規模な建設が開始される。1899年から1935年まで4期の築港工事（当初は5期計画であったが、太平洋戦争のために中止となった）が行われた。この工事によって、港湾区域内部にあった暗礁が取り除かれ、大型造船所と軍港区域、漁港区域が建設され、埠頭倉庫から港湾区域までの線路が整備された。この4期にわたる築港工事の結果として、その後の基隆港発展の基礎が固められたばかりではなく、1970年代に基隆港を台湾トップの港湾にすることにつながった。
1941年に太平洋戦争が始まると、基隆港は物資輸送や海軍基地として当時の台湾において重要な地位に占めるようになった。このため、大戦末期には攻撃の矢面に立ち、米軍の爆撃の主要目標となった。港湾埠頭施設と停泊していた船舶は全て深刻な被害を受け、港湾区域は廃墟となった。
1945年の戦後、基隆港務局が設立された。港務局は、港内に沈んでいた100隻以上の船を引き上げ、埠頭、橋梁、ドック、運河、防波堤、修理場、倉庫などもともとあった施設を中心に再建を行った。1953年以降は港湾埠頭施設の増設も開始され、西29・30号埠頭や漁港区突堤埠頭などが建設された。
再建工事が完了すると、基隆港は目覚しい発展を遂げる。1961年から1974年までの間に、港務局は内港の改築を行い、併せて外港の工事を開始した。1974年から1981年までの間には、内港のボトルネック解消と輸送のニーズにこたえるため、外港の積極的な拡張を始めた。隣接する港湾区域や高速道路の東岸、西岸の高架橋が建設されたのもこの時期になる。1982年から1992年にかけて、コンテナ輸送の時代が到来したことを受け、コンテナ埠頭の改築や増築が主に進められた。基隆港の取扱量は1980年代にピークに達し、1984年には世界第7位のコンテナ港となった。
現在では、基隆港の埠頭の数も日本統治時代の西岸18埠頭から57埠頭（西岸37埠頭、東岸20埠頭）まで増加している。

## 展望と課題
19世紀後半から20世紀中頃にかけての日本統治時代には、中国大陸に開けた地理的な優位や、南西諸島・日本本土に近い立地条件から本格的なインフラ構築が行われ、最盛期には横須賀や佐世保のようなタイプの軍港都市としての地位を固めつつあったが、太平洋戦争中の空襲被害もあり、中華民国に属した後もしばらくは民間資本での復興が続けられた。現在では再び軍民共用の港湾として発展をみせており、中華民国海軍の軍艦として基隆の名を冠すものが就役している他、日本や東南アジア地域との水上交通の中継地として新たな港湾開発が計画されている。

## その他
基隆駅から臨港線（基隆臨港線）が伸びており、貨物ふ頭まで臨港貨物線が敷設されている。利用は減少しているが、ふ頭に接岸した貨物船から線路上に直接鉄道車両を陸揚げすることができることから、輸入鉄道車両の搬入にも利用される。